# Pfarrkirche Bad Zell

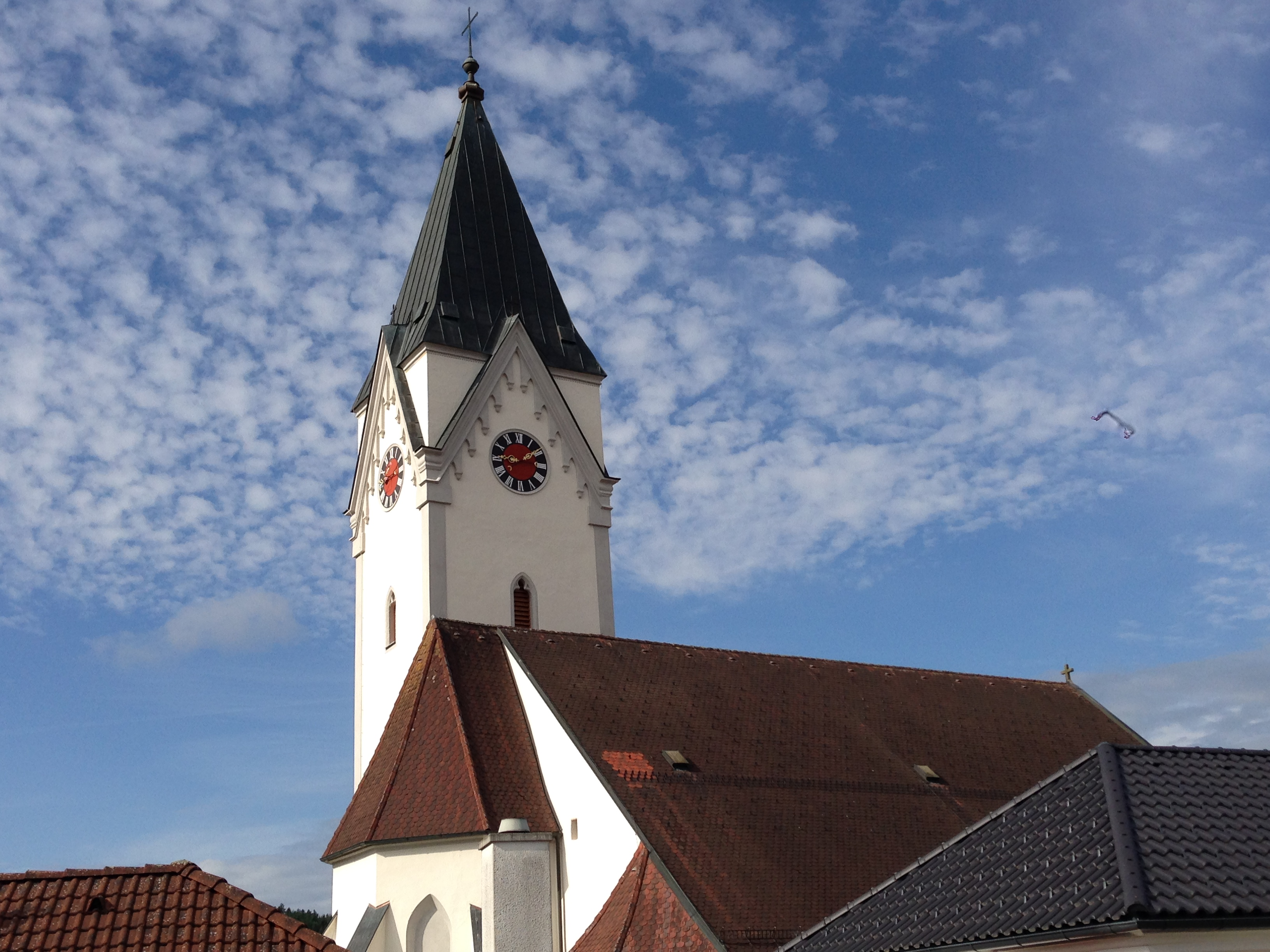
Pfarrkirche Bad Zell

Die römisch-katholische Pfarrkirche Bad Zell ist dem heiligen Johannes der Täufer geweiht und steht in Bad Zell in Oberösterreich. Sie ist Teil des Dekanates Unterweißenbach in der Diözese Linz.

## Geschichte der Pfarre
Es ist schwierig zu sagen, wann in Zell die erste Kirche entstanden ist. Wahrscheinlich war es jene kleine Holzkapelle (Celle), die beim Hof am oberen Ende des Marktplatzes stand, die schließlich dem Ort ihren Namen gab. Solche Höfe mit kleinen Kapellen waren in Rodungsgebieten des Hochmittelalters nicht unüblich, boten sie doch eine kleine Unterkunft für durchreisende Geistliche.

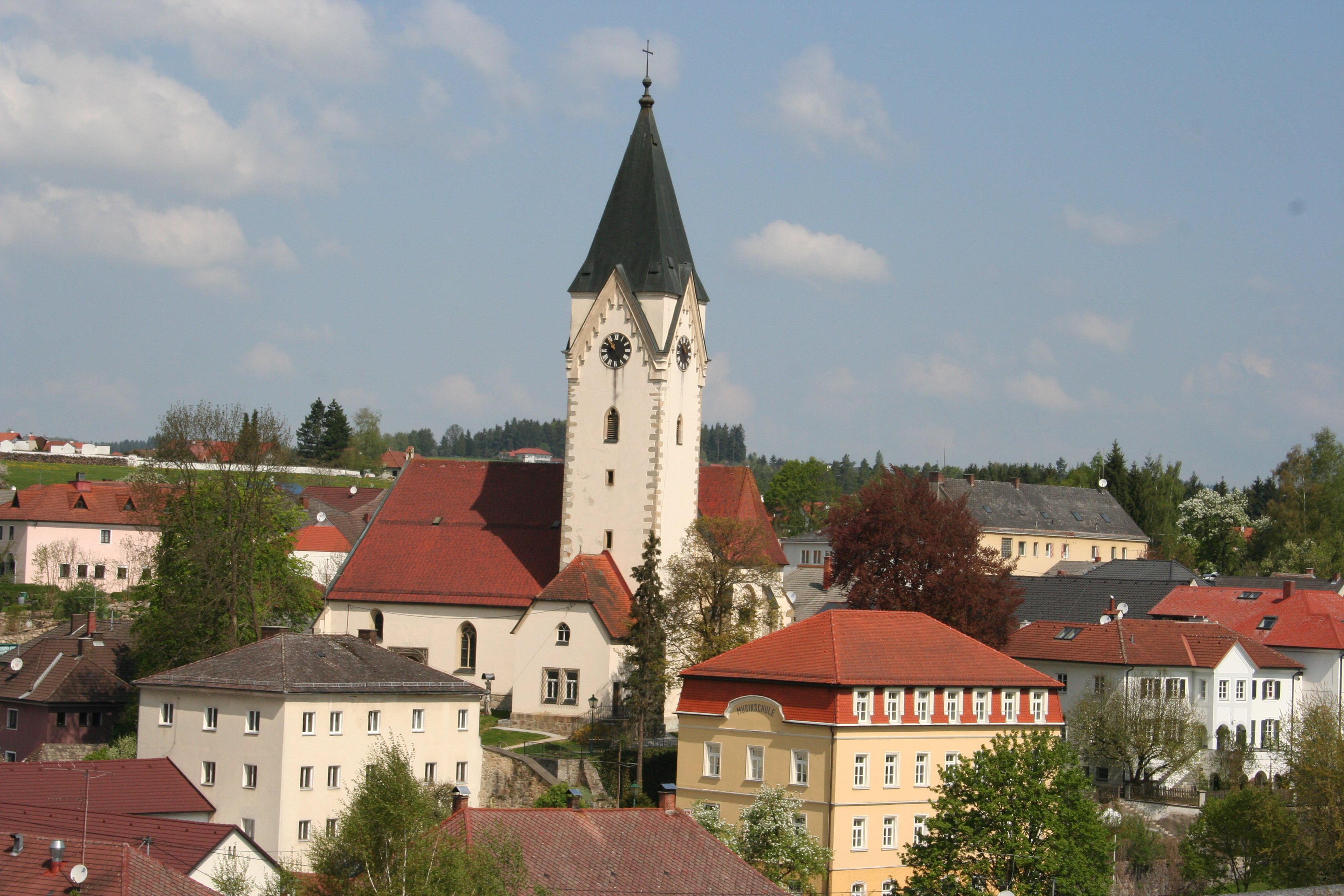
Ortsansicht mit Pfarrkirche vor der Außenrenovierung

Relativ bald dürfte aber der heutige Standort, am unteren Ende des Marktplatzes, als Bauplatz für eine Steinkirche gewählt worden sein, da der Marktplatz selbst planmäßig angelegt wurde. Urkundliche Erwähnung findet man zwischen 1261 und 1278 als Zell der Ur- und Mutterpfarre Naarn unterstellt gewesen ist. Die (urkundliche) Pfarrerhebung folgte erst 1366, wobei man annehmen kann, dass Zell bereits früher eine eigenständige Pfarrstelle gewesen ist, zu groß war die Distanz zur Kirche von Naarn. Zwischen 1550 und 1624 wirkten in Zell ausnahmslos protestantische Geistliche, was durch die Grundherrschaft der Jörger von Tollet vorangetrieben wurde. Zell wurde eine Hochburg des Protestantismus. In der Zeit der Rekatholisierung blieb der Ort vier Jahre lang (1624–1628) ohne Pfarrer; erst später wurden wieder katholische Geistliche eingesetzt.
Zwischen 1740 und 1784 entstand ein bedeutender Marienwallfahrtsort. Diese Tatsache ist auf einen (bis heute nicht erklärbaren) Umstand zurückzuführen, dass um 1740 in Zell jährlich bis zu 1/5 der Bevölkerung starb. Rasch entwickelte sich beim Marienaltar der Zeller Kirche eine Wallfahrt, die große Ausmaße annahm. Die Einnahmen waren so groß, dass eine völlige barocke Neugestaltung des Kircheninneren möglich wurde. Kaiser Joseph II. setzte der Wallfahrt jedoch ein Ende. Der Kirche blieb ihre wunderschöne barocke Ausstattung erhalten, die sich harmonisch mit der alten gotischen Bausubstanz verbindet. Ende des 19. Jahrhunderts wurde die Kirche im Innenbereich einer deutlichen Regotisierung unterzogen.

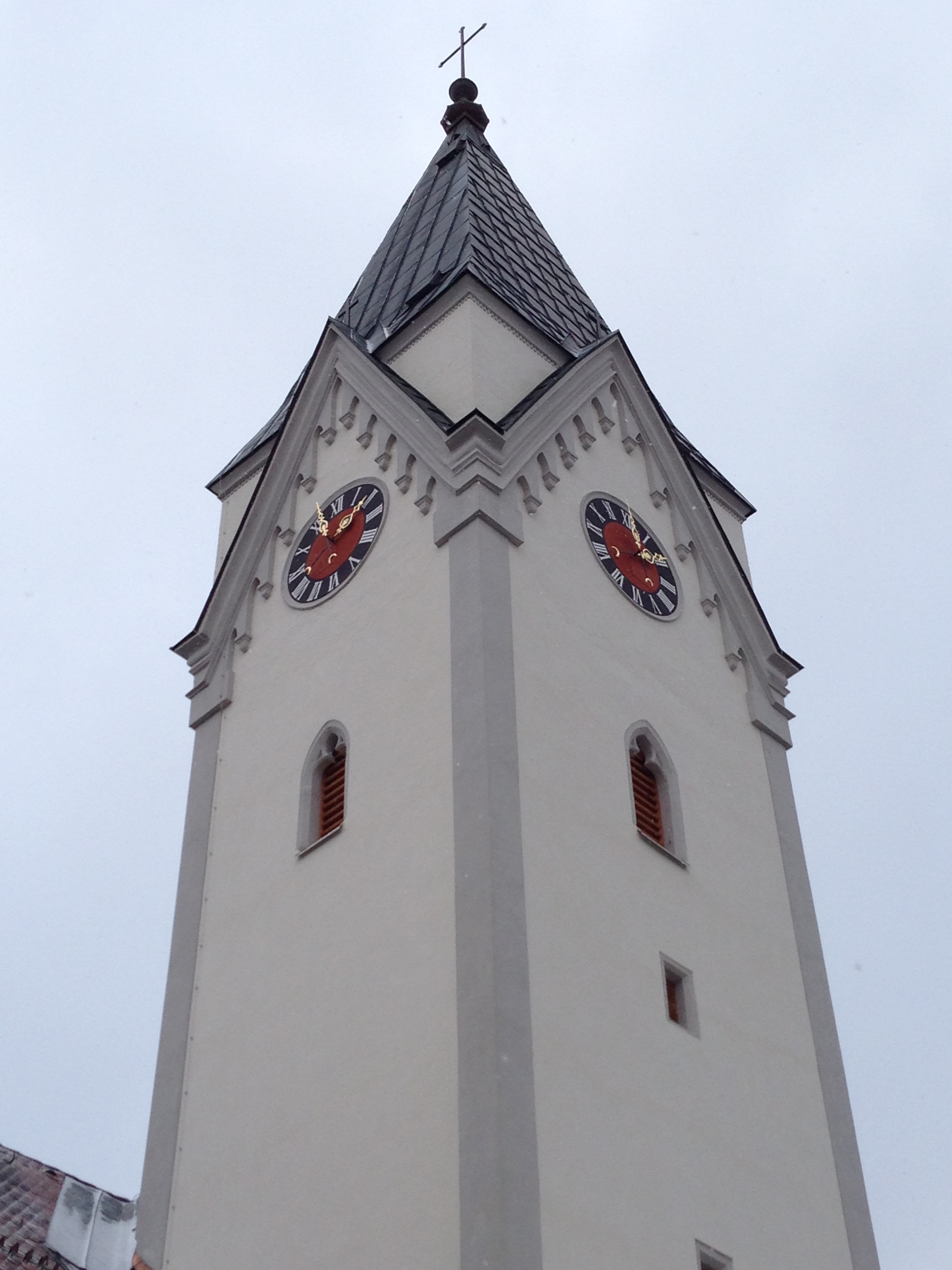
Kirchturm

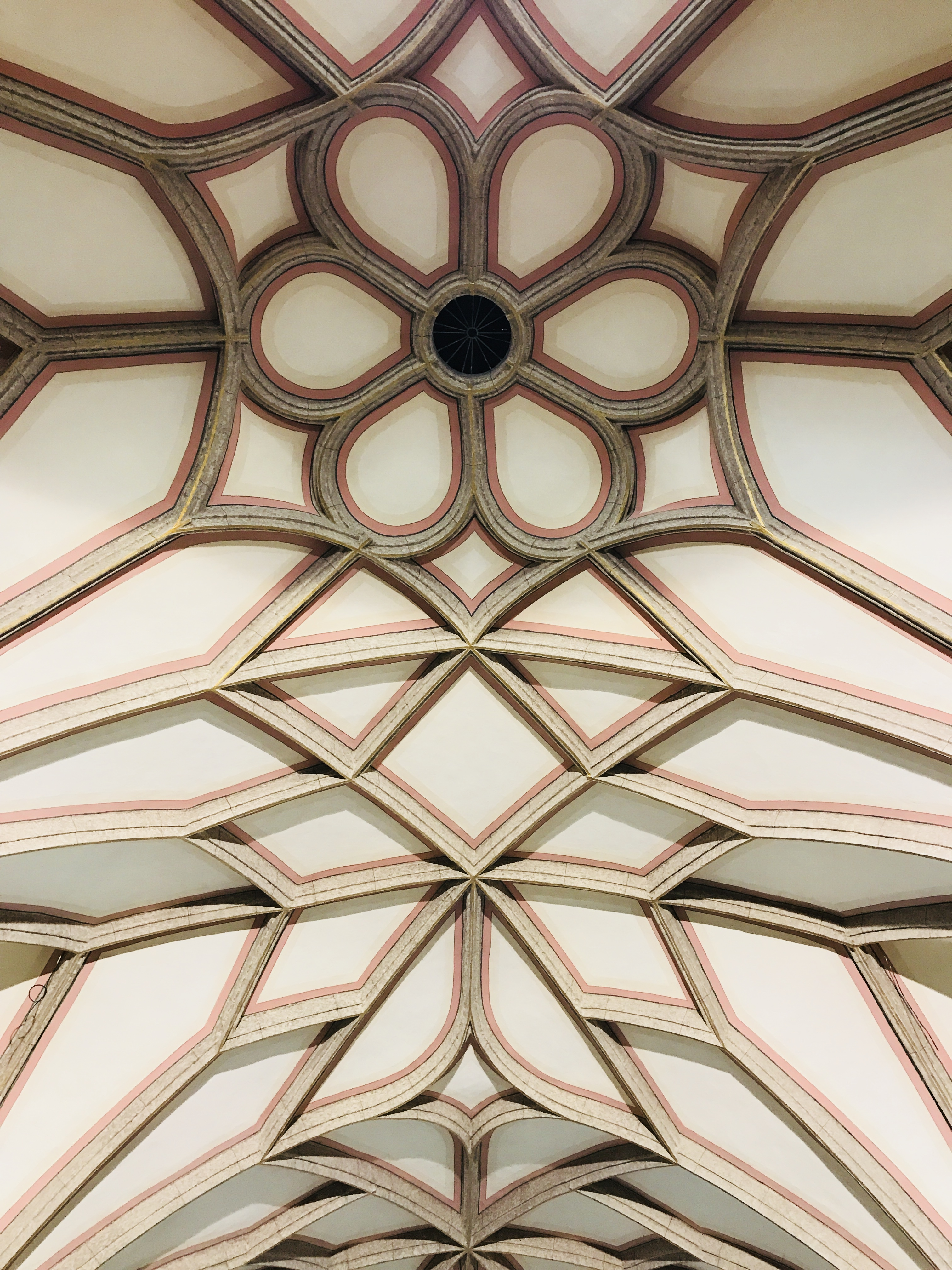
Gotisches Rippengewölbe

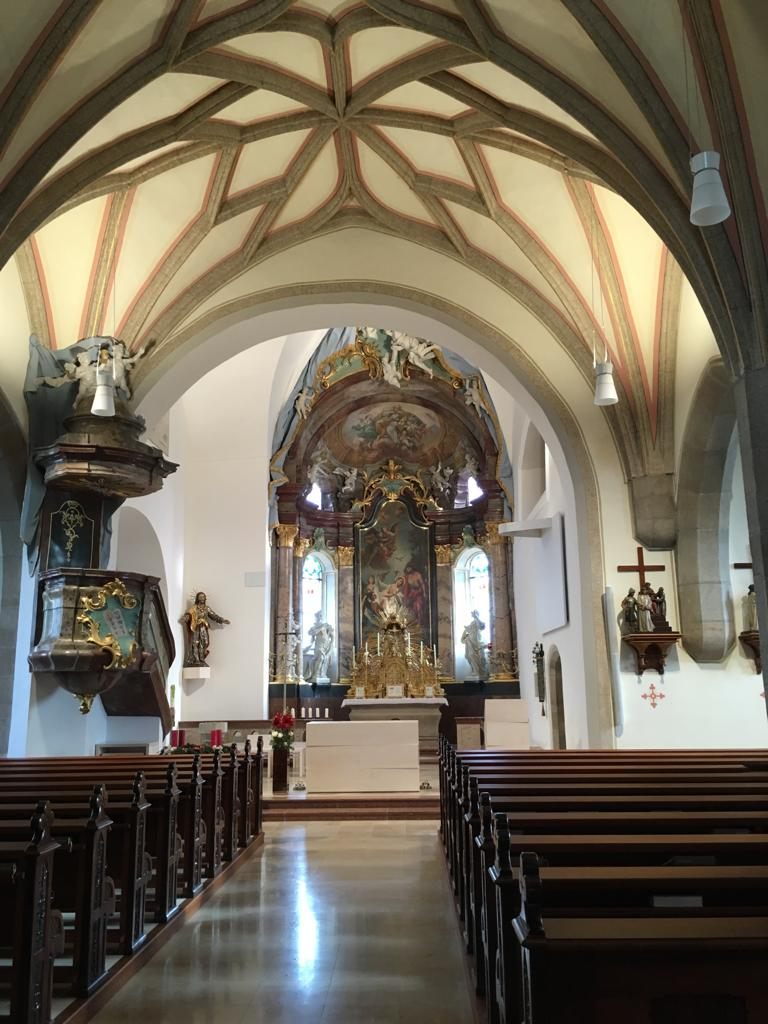
Innenansicht

Seit der Begründung der Kuranstalt in Bad Zell erfreut sich die Kirche vieler Gäste aus der Ferne, denen mit Kirchenführungen die umfangreiche Baugeschichte der Pfarrkirche nähergebracht wird.

## Baugeschichte
Die Kirche liegt im südöstlichen Teil des Marktes, über einem nach drei Seiten steil abfallenden Gelände.
Sie ist ein bedeutender Bau aus unterschiedlichen mittelalterlichen Bauetappen mit bemerkenswerter barocker Altarlösung und einem 45 Meter hohen Kirchturm mit neugotischem Spitzhelm.
Ursprünglich ein schlichter, romanischer Bau, der im ausgehenden 15. Jahrhundert bedeutend erweitert und umgestaltet wurde, sodass romanische Elemente (mit Ausnahme der Westwand) gänzlich verschwanden. Heute zeigt sich die Kirche als eine dreischiffige, gestaffelte Anlage mit bemerkenswerten Gewölberippenformationen (Schlingrippen, Netzrippen) aus ca. 1470–1510 (Freistädter Bauhütte unter Mathes Klayndl; siehe auch Pfarrkirche Königswiesen). Weitere Bauteile, wie Turm, Altarraum, Gruftkapelle, Südportal und Westempore stammen aus der gleichen Epoche.
Der Mittelpfeiler der Westempore gehört neben dem Südtor und den beiden Schlusssteinen in der Marienkapelle zu den schönsten Steinmetzarbeiten in der Kirche.
Ende des 19. Jahrhunderts kam es zu einer teilweisen Regotisierungen der Kirche (Fenstermaßwerke, Seitenaltäre, Turm etc.).
Nach einigen Renovierungsarbeiten in den Jahren 1978–1980 wurden die baulichen Mängel in den letzten Jahren des 20. Jahrhunderts allerdings so groß, dass eine umfangreiche Sanierung des gesamten Baukörpers geplant wurde.
2013 wurde die Kirche einer kompletten Außenrenovierung unterzogen.
Im Jahr 2018 folgte schließlich die Innenrenovierung der Kirche, die mit der Weihe des neuen Zelebrationsaltares durch den Linzer Bischof Manfred Scheuer abgeschlossen wurde. Im Zuge dieser Innenrenovierung und der damit einhergehenden Befundung des Innenraumes fasste man den Entschluss, das Presbyterium in einem vornehmen, barocken Farbton auszumalen, sodass der prachtvolle Hochaltar gut zur Geltung kommen kann. Die drei Schiffe und die Marienkapelle wurden nach eingehenden Untersuchungen in den Farben und Formen der Neugotik ausgemalt, passend zur dominierenden neugotischen Einrichtung dieser Bauteile.
Die Befundungsergebnisse bestätigten die komplexe Raumgestaltung, einer der vielfältigst gestalteten gotischen Kirchen im Mühlviertel, welche neben einer hochwertigen neugotischen Gestaltung, ebenfalls einen hervorragenden barocken Hochaltarbestand aufweist. Somit ergibt sich in der Pfarrkirche Bad Zell nun ein spannendes Zusammentreffen verschiedener Baustile, ohne die Harmonie des Gesamtraumes zu stören.

## Inneneinrichtung
Ältester Einrichtungsgegenstand ist der Taufstein aus Granit, aus der Zeit der Gotik.

Die Barockisierung des Altarraumes erfolgte 1746, im Zuge der Marienwallfahrten nach Zell. Bis heute ist der bemerkenswerte Hochaltaraufbau erhalten, der den gesamten Chor einbezieht. Eine Stuckmarmor- und Säulenarchitektur von Franz Ludwig Grimm aus Vornbach in Bayern.

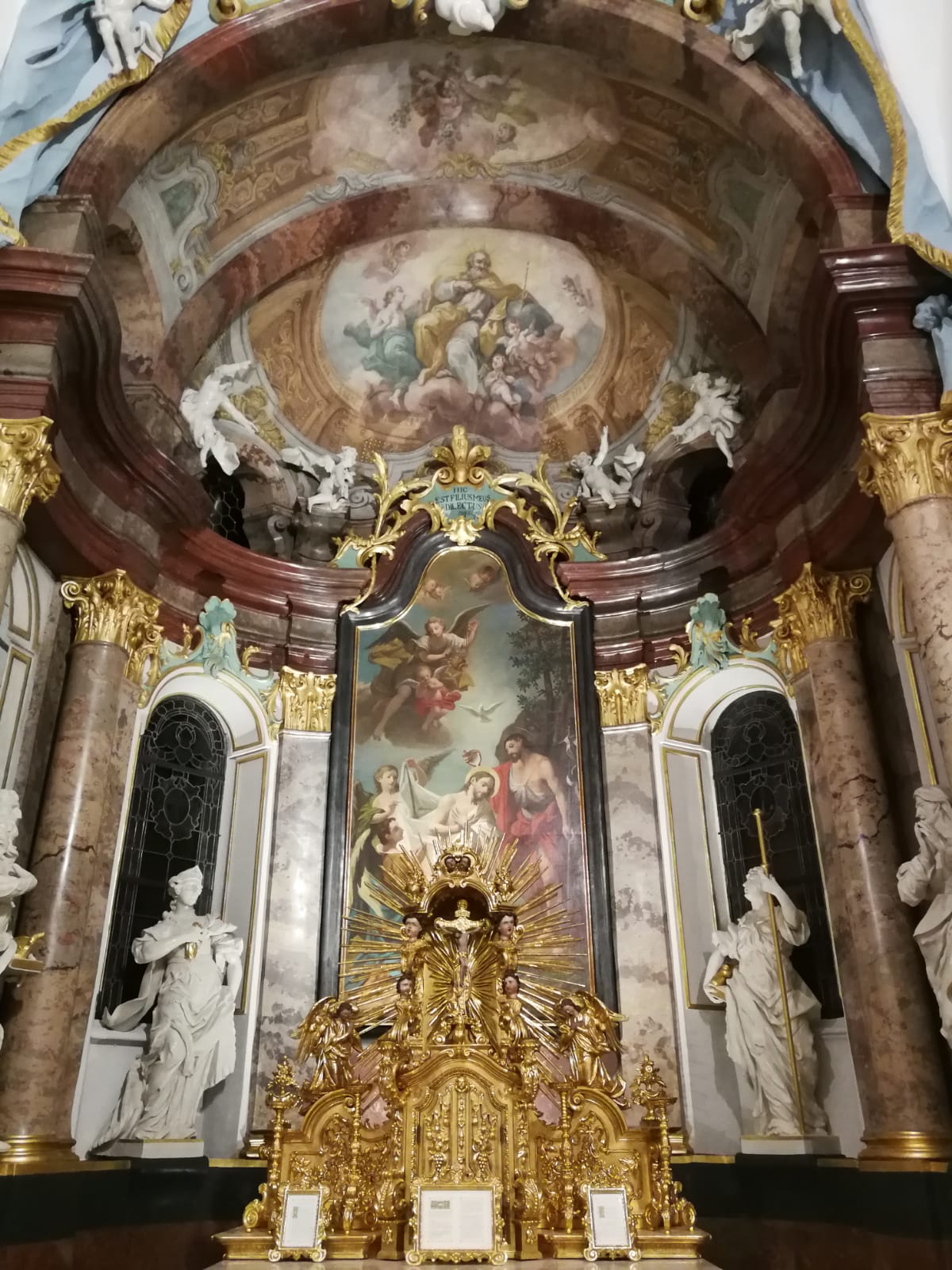
Barocker Hochaltar 1746

 Das Altarbild von Bartolomeo Altomonte stellt die Taufe Christi durch Johannes dar. In der Halbkuppel befindet sich ein Fresko „Gottvater mit den Engeln“, ebenfalls von Bartolomeo Altomonte und Scheinarchitektur von Johann Georg Dollicher. Lebensgroße, allegorische Stuckmarmorstatuen zieren die Fensternischen in der Apsisin: Eucharistia (hl. Joachim), Offizium (hl. Elisabeth von Thüringen), Poenitentia (hl. Hedwig von Andechs, mit Wanderstab und Schuhen), Oratio (hl. Anna). Umgeben wird der Hochaltar von einem prächtigen blauen Stuckvorhang mit Engeln. Die stuckmarmorne Kanzel stammt ebenfalls aus dieser Zeit. Das Kommuniongitter aus rotem und weißem Marmor ist ein Werk des Zeller Steinmetzes Franz Schulz (1753).
Die beiden neugotische Seitenaltäre stammen von Ludwig Linzinger 1893/94: Marienaltar (mit barocker Statue) in der ehemaligen Gruftkapelle, Florianialtar im südlichen Seitenschiff. Der qualitätsvolle Kreuzweg (vollplastische Figuren) stammt ebenfalls von Ludwig Linzinger.
Im Altarraum befindet sich eine lebensgroße Herz Jesu-Statue aus der 2. Hälfte des 20. Jahrhunderts.
Im Zuge der jüngsten Innenrenovierung (2018) wurde eine künstlerische Neugestaltung der liturgischen Zonen, im Altarraum und der Marienkapelle, sowie des Eingangsbereiches zum Aussprachezimmer, durchgeführt. Die Arbeiten stammen von der zeitgenössischen Künstlerin Sigrid Kurz und wurden in der Tischlerei des Benediktinerstiftes Admont in weiß lasiertem Ahornholz ausgeführt.
Die Überlegungen der Neugestaltung des Altarraumes beziehen sich auf die Formen des Barocks und andererseits auf Formen von bewegten Wasseroberflächen, mit ihren Hell- und Dunkelkontrasten. Wasser, als Quelle des Lebens, ist eine Bezugnahme auf das Täufer-Patrozinium der Pfarrkirche und an die bis in die Gegenwart reichende Verbindung des Ortes Bad Zell mit dem Element Wasser.
Der Zelebrationsaltar besteht aus drei übereinander angeordneten Kuben, die leicht gedreht sind (Bezug zu Wasser), als Symbol für die Dreifaltigkeit. Ähnlich der Ambo, der aus vier Teilen besteht und somit auf die vier Evangelisten hinweist. Das Vortragekreuz ist aus einundzwanzig glanzpolierten, würfelförmigen Messingmodulen gefertigt, die durch eine leichte axiale Drehung eine kristalline Wirkung erreichen.
In der gotischen Marienkapelle, neben dem Altarraum, wurde ein Gedenkort für "stillgeborene Kinder" von der Künstlerin eingerichtet.

## Orgel
Die Orgel stammt aus dem Jahr 1902. Im neugotischen Gehäuse befindet sich ein Werk vom Ottensheimer Orgelbauer Leopold Breinbauer (2 Manuale, 14 Register).

## Glocken
Wie in anderen Pfarren des Landes musste auch die Pfarre Zell in beiden Weltkriegen Glocken abliefern (1917, 1942). Bemerkenswert ist, dass zwei historisch wertvolle Glocken beide Weltkriege überstehen konnten: Die größere der beiden (die heutige Glocke 2; 840 kg) ist der Gottesmutter Maria gewidmet und stammt aus dem Jahr 1524. Die Inschrift besagt: „Iesus Nasarenus Rex Judeorum. Cordula (!) hais ich. Benedict Reicher Pixenmaister zu Lincz gos mich MCCCCCXXIIII“ (1524).
Die älteste Glocke im Kirchturm und somit eine der ältesten Glocken im Land ist die ehemalige Zwölferin (die heutige Glocke 4; 280 kg). Sie stammt aus der Erbauungszeit des Kirchturmes, also aus dem 14. Jahrhundert. Sie ist völlig schmucklos und hat als Inschrift nur die Namen der 4 Evangelisten.
1956 wurde das Geläute durch drei Glocken der Gießerei St. Florian ergänzt: Christkönigsglocke (963 kg), Tauf-Wandlungsglocke (400 kg) und Sterbeglocke (146 kg).
Das Geläute der Pfarrkirche besteht somit aus fünf Glocken (f, g, b, des, es), mit einem Gesamtgewicht von ca. 2 630 kg.

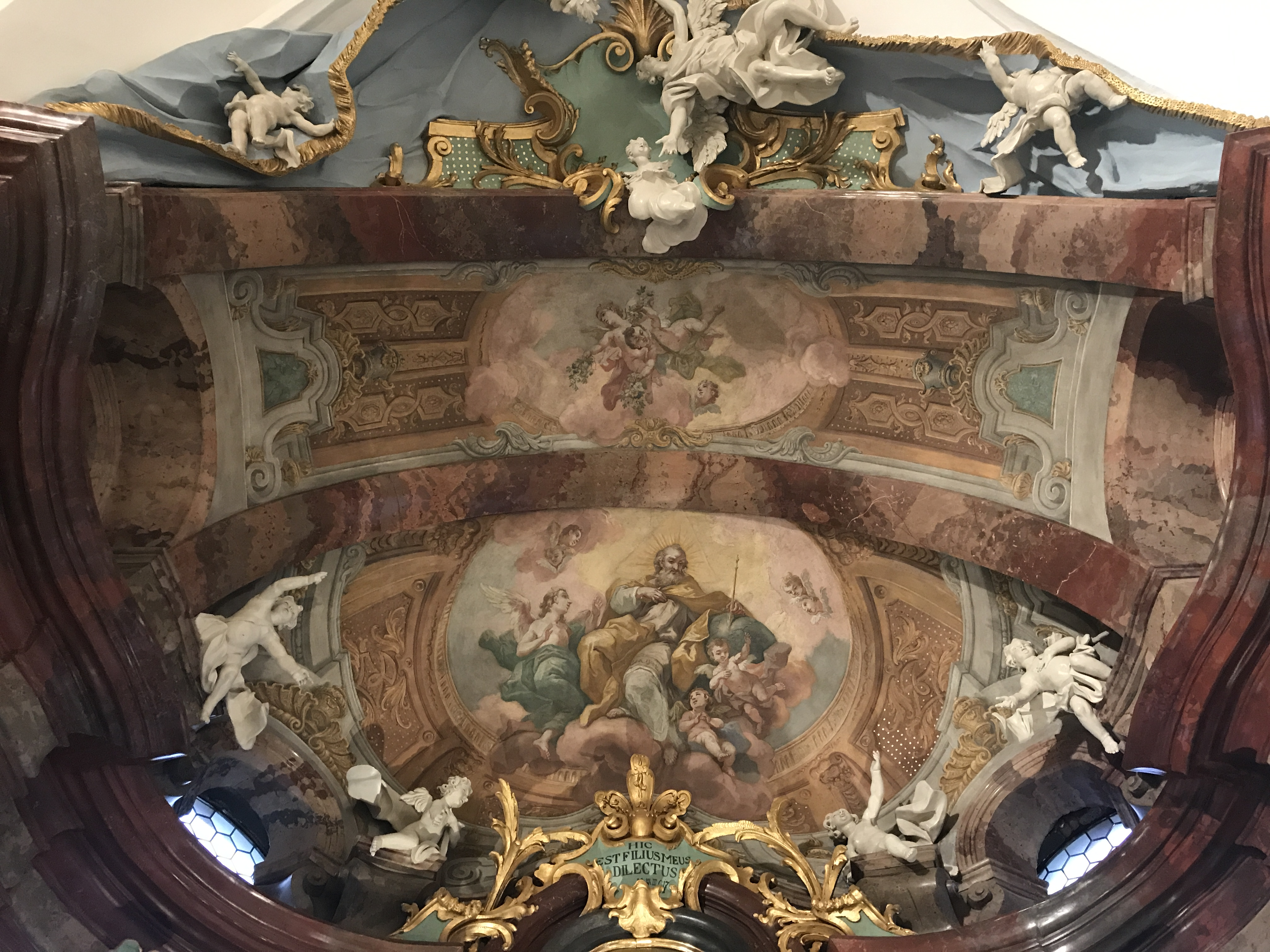
Kuppelfresko von Bartolomeo Altomonte 1746
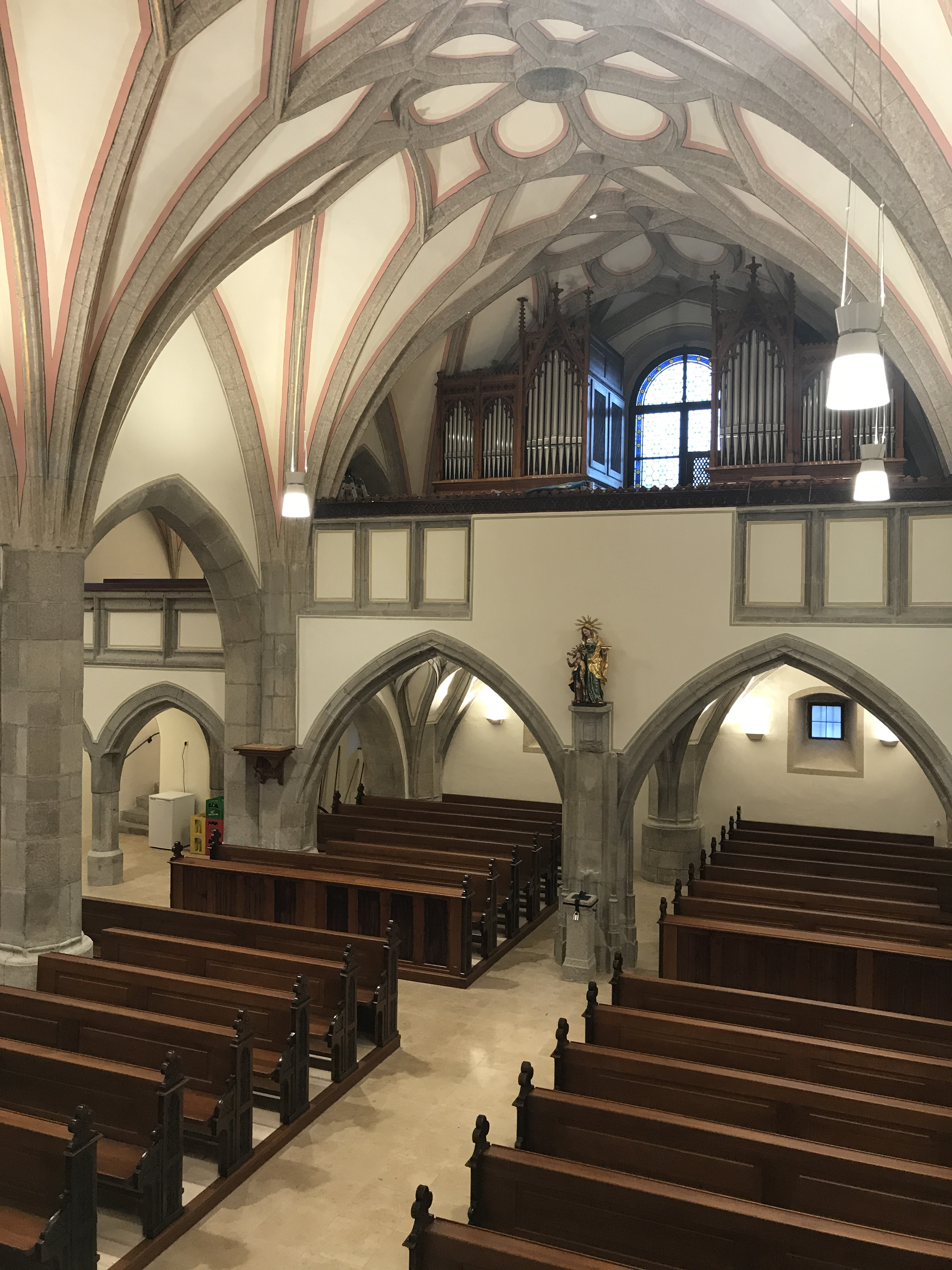
Gotisches Langhaus Richtung Westen, mit Orgel
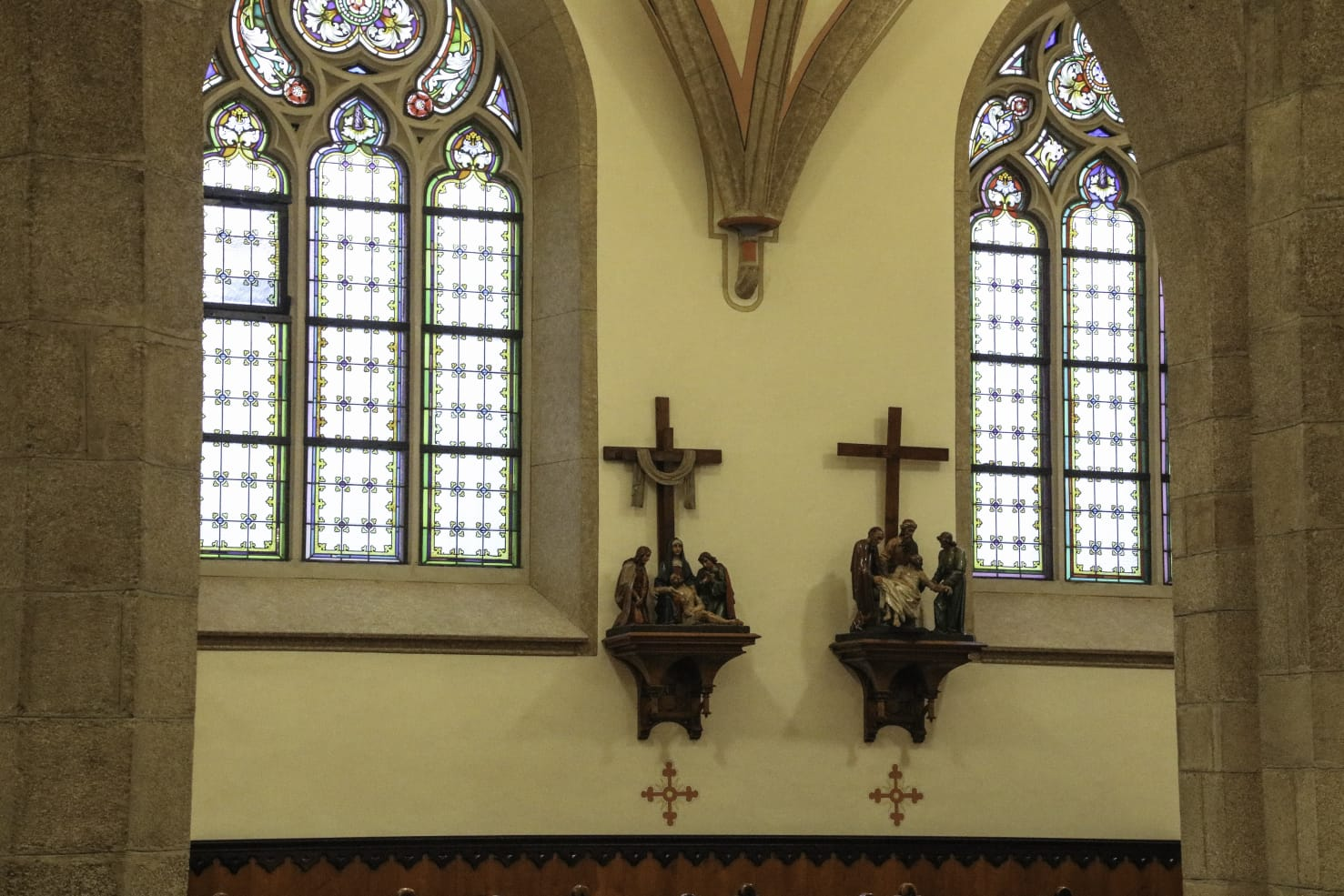
Neugotische Kunst im südlichen Seitenschiff
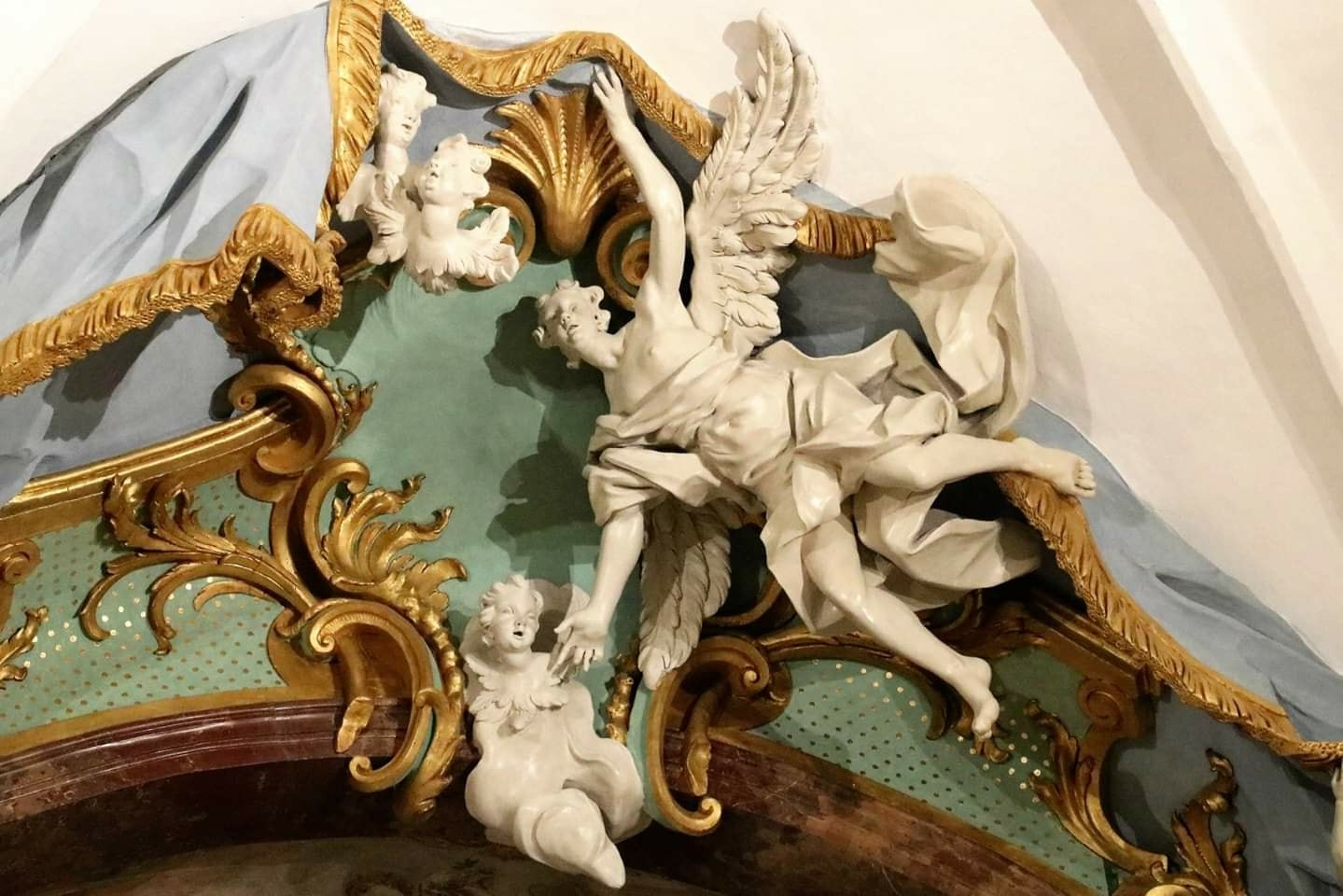
Detail aus dem Hochaltaraufbau
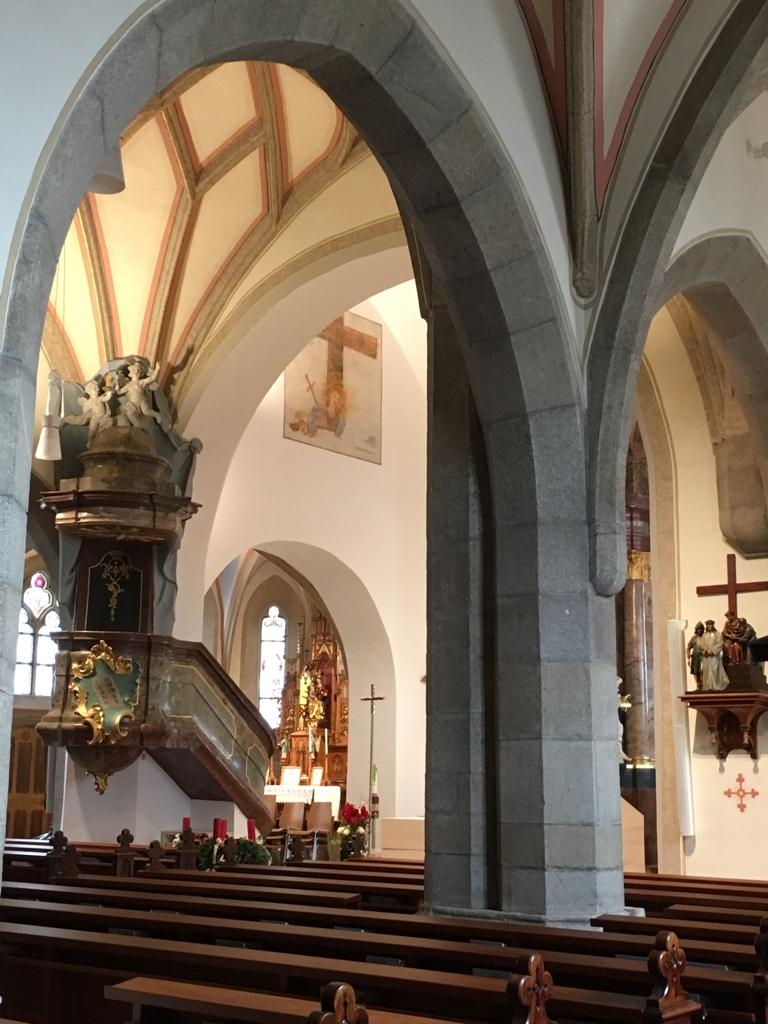
Kanzel und Blick in das nördliche Seitenschiff
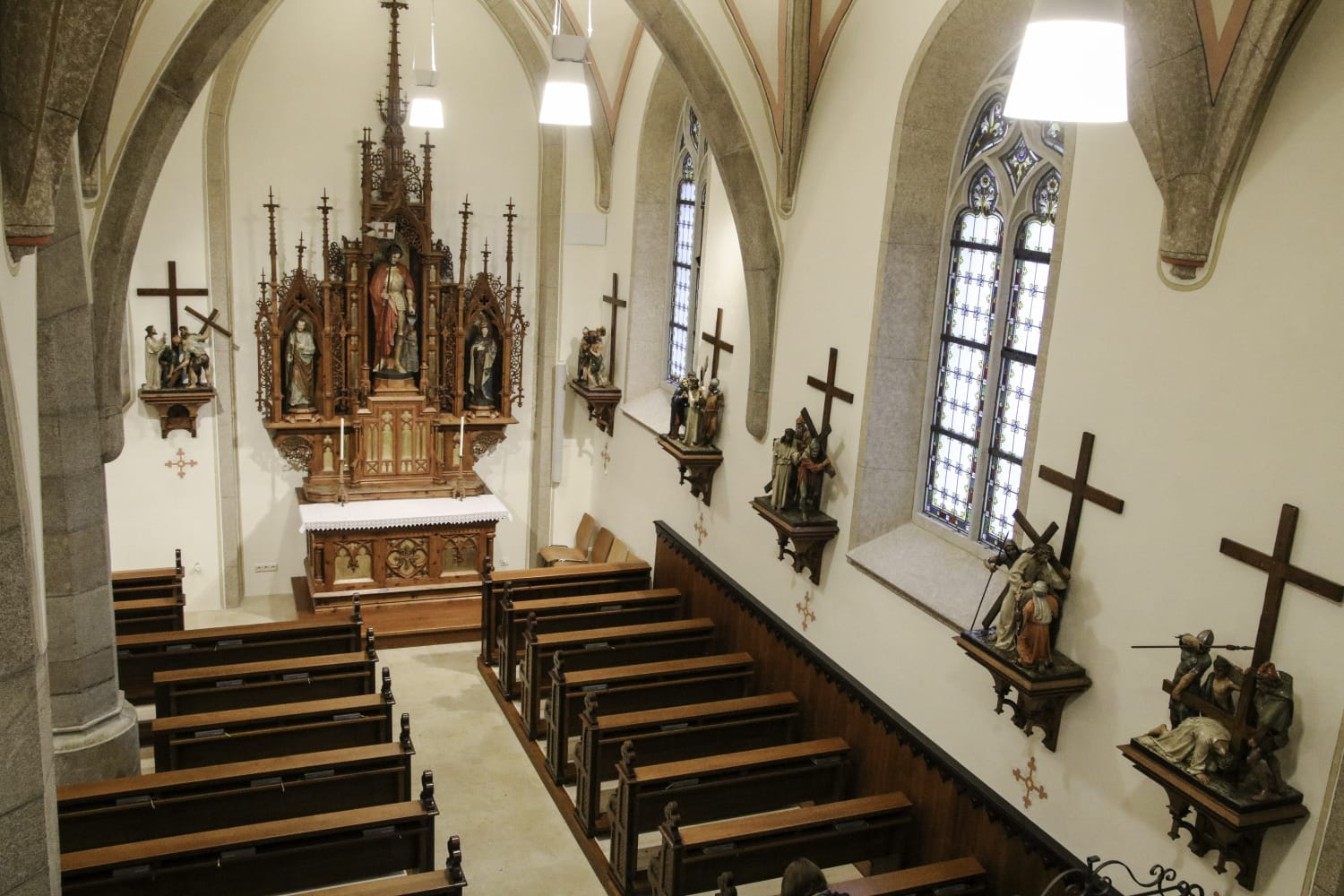
Neugotischer Florianaltar

## Pfarrer von Bad Zell
- Bis 1497 Wilhelm
- 1536 Sigmund Froschauer

Protestantische Geistliche
- 1550 Hans Hengelin (war verheiratet)
- 1581–1601 Johann Georg Eder (verheiratet)
- 1604 David Tabertus
- 1611–1620 Daniel Füringer (verheiratet)
- 1620–1624 Johann Wider (musste mit seiner Familie auswandern)

- 1624–1628      Zell ohne Pfarrer

Katholische Geistliche
- 1628–1634 Bartholomäus Sonse
- 1634–1638 Joachim Luderer
- 1638–1639 Jakob Maurer (war Prämonstratenser des Klosters Allerheiligen in Bayern)
- 1639–1640 Johannes Storlin (aus Enningen in Württemberg)
- 1640–1649 Jörg Ziegler (war immer im Streit mit der Bevölkerung. Lebte im öffentlichen Konkubinat, machte auf der Kanzel geistliche und weltliche Behörden lächerlich und eröffnete im Pfarrhof eine Weinschenke. Wurde daher 1649 abgesetzt)
- 1649–1654 Balthasar Schnappinger
- 1654–1656 Georg Strobl
- 1656–1665 Erasmus Ammon Mayr
- 1665–1667 Johann Georg Mitterdorfer
- 1667–1671 Heinrich de Heistern
- 1672–1700 Johann Christof May
- 1700–1729 Pankratius Bayer
- 1729–1733 Franz Xaver Andreas Lackerbauer
- 1733–1734 Sebastian Valentin Hugel (wurde später Stadtpfarrer von Grein)
- 1734–1738 Kaspar Stadler (wurde später Pfarrer von Pierbach)
- 1738–1775 Josef Adam Kipelli (Wallfahrtsseelsorger in Zell. Bauherr der barocken Umgestaltungen)
- 1775–1789 Jakob Aufreiter (Wallfahrtsseelsorger, wurde später Pfarrer von Kreuzen)
- 1789–1814 Franz Seraph Schmid
- 1814–1822 Placidus Pertsch
- 1823–1847 Johann Michael Blomann
- 1847–1861 Johann Christlbauer
- 1862–1881 Michael Gruber
- 1882–1891 Ignaz Sicher
- 1891–1935 Kons. Rat Dechant Josef Moser
- 1935–1957 Kons. Rat Maximilian Kelischek
- 1957–1986 Kons. Rat Dechant Florian Strobl
- 1986–1992 GR Boleslaw Walaszek
- 1992–2001 Kons. Rat Dechant Ludwig Höllinger
- seit 2001 GR Mag. Johann Resch